# アイム・ノット・ソーリー (DEANの曲)
「I'm Not Sorry (feat. Eric Bellinger)」は、2015年7月10日に発売された韓国の歌手DEANのファーストシングル。発売元はJoomba、Universal。

## 概要
全編英語で書かれている。
今までEXOやVIXXなどの数多くのK-POPミュージシャンに楽曲提供してきたDEANが初めてリリースした自身の作品。彼と同じくR&Bシンガーソングライターとして活動するエリック・ベリンジャーが客演参加している。
シングルとして発売されヒットしたものの、DEANのファーストEP『130 Mood : TRBL』には未収録である。

## 収録曲
1. I'm Not Sorry (feat. Eric Bellinger) [3:29]
(作詞・作曲：Eric Bellinger, Jarah Gibson, Deanfluenza & 2xxx![2])